# Driewegen (Borsele)
Driewegen es una localidad del municipio de Borsele, en la provincia de Zelanda (Países Bajos). Está situada a unos 16 km al sureste de Middelburg. Hasta 1970 constituía un municipio independiente.
- Datos: Q2363910
- Multimedia: Driewegen / Q2363910